# Кубля
Ку́бля — река в Мядельском районе Минской области Белоруссии. Относится к бассейну реки Вилия.
Начинается южнее деревни Судники и впадает в озеро Баторино с северной стороны. Северо-западнее устья находится деревня Боклаи.
Длина реки составляет 13 км. Русло канализовано на всём протяжении.
Часть воды из реки Кубля может переливаться в реку Зеленуха.